# Claude Poullart des Places
Claude-François Poullart des Places (26. února 1679, Rennes – 2. října 1709, Paříž) byl francouzský římskokatolický kněz a zakladatel Kongregace Svatého Ducha pod ochranou Neposkvrněného Srdce Panny Marie.

## Život
Narodil se 26. února 1679 v Rennes jako syn aristokrata François des Places a jeho manželky Jeanne le Meneust. Pokřtěn byl následující den. Jeho otec působil jako advokát v Bretaňském parlamentu.
V dětství se rodina odstěhovala do Saint-Sauveur-en-Rue kde v říjnu 1690 nastoupil do jezuitské koleje sv. Tomáše. V letech 1693-1695 studoval na kolejích v Rennes a Caen. Při studiích se stal přítelem sv. Ludvíka z Montfortu. Během studia jeho otec nechtěně zastřelil jeho sestru a poté sám zemřel při nehodě na lovu.
Claude byl talentovaný student. Jeho disertační práce se dostala až ke královské rodině a proto byl pozván do Versailles.
Claudeho život se začal měnit při studiu práva. Zde si uvědomil potřeby chudých a proto začal čistit komíny a peníze rozdával chlapcům bez domova. Ačkoliv promoval z práva, dobročinná činnost ho dohnala k tomu aby se vzdal své kariéry. Roku 1701 vstoupil do jezuitského semináře Lycée Louis-le-Grand. Dne 15. srpna 1702 byl tonzurován. Když viděl, že mnoho jeho spoluseminaristů se snaží marně uspokojit své osobní potřeby, začal je finančně podporovat. Následně Claudeho požádalo několik seminaristů, aby založil nové řeholní společenství, a to se stalo 27. května 1703 v kostele Saint-Étienne-des-Grès a zasvětil je Svatému Duchu a Panně Marii. Založili nový seminář a nové společenství mělo na starost podporu studentům a pomoc chudým lidem.
Dne 6. června 1705 přijal své nižší svěcení a 18. prosince 1706 byl vysvěcen na podjáhna. Dne 19. března 1707 přijal jáhenské svěcení a kněžské svěcení se uskutečnilo 17. prosince 1707.
Claude zemřel 2. října 1709 na zánět pohrudnice.

## Proces blahořečení
Proces blahořečení byl zahájen 1. října 1989 v arcidiecézi Paříž.
Dne 30. září 2005 vydala Kongregace pro blahořečení a svatořečení tzv. „Nihil obstát“, což znamená, že nic nebrání procesu blahořečení.